# Microbotryum primulae
Microbotryum primulae är en svampart som först beskrevs av Richard von Wettstein, och fick sitt nu gällande namn av Vánky 2005. Microbotryum primulae ingår i släktet Microbotryum och familjen Microbotryaceae.   Inga underarter finns listade i Catalogue of Life.